# Willem Kind
Willem Kind (Rotterdam, 1 oktober 1947 – Neuenhaus, 2 januari 2024) was een Nederlandse beeldhouwer.

## Leven en werk
Kind werd in 1947 in Rotterdam geboren. Hij volgde in de jaren zeventig een opleiding tot beeldend kunstenaar aan de Rotterdamse Academie voor Beeldende Kunsten. Daarvoor had hij in Parijs les gehad van de Italiaanse beeldhouwer Ilio Signori. Kind vestigde zich als beeldend kunstenaar in de Drentse plaats Emmen. Vanaf 2007 woonde hij in het Duitse Neuenhaus. Hij maakte figuren en objecten van roestvast staal.
Kind heeft zijn beeld de Kop uit 1994 door Nederland laten zwerven. Hij maakte het in Emmen, waar het in 1995 geplaatst werd als de Kop van Willem. Daarna stond het in Apeldoorn en op meerdere plaatsen in Amsterdam. In 1997 werd het als de Kop van Borger in in Borger geplaatst. Daar moest het beeld wijken door de werkzaamheden aan de N34 en in 2013 keerde het als de Kop van de Hondsrug terug aan de andere zijde van de N34.
Kind overleed in januari 2024 op 76-jarige leeftijd.

## Enkele werken in de publieke ruimte
- Mensen, Deventer (1985)
- De Kanaalgravers, Erica (1988)
- De Portier, Ariënslaan 1, Utrecht (1994)
- Kop van de Hondsrug, bij Borger (1994/1995)
- ZonderTitel 014, Klijndijk (1996)
- De gaper Seinstraat, Emmen (2000), twee op gapers geïnspireerde koppen ter gelegenheid van het 65-jarig bestaan van apotheek De Vriendschap[3]
- De hand van Kind, Eesergroen (2002)[4]
- Handreiking, Geesbrug (2004)[4]
- De Hand, Emmen (2006). Vanaf 2013 geplaatst bij de witte villa aan het Zwartewater in Zwolle, omgeving Holterbroek/Stadshagen
- Bootje, Oosterhesselen (2008)
- Ontmoeting op het water, Emmen, Oranjekanaal in de woonwijk Bargeres (2014)
- You never sit alone, Coevorden
- Zonder Titel 1424, Emmen
- Leeuw, Camp New Amsterdam, Huis ter Heide (2018). Koninklijke Marechaussee BSB

### Nederlandse pers
Kind kreeg meerdere malen aandacht van de Nederlandse pers, onder andere vanwege de volgende gebeurtenissen:
- 1980: Na een expositie in en om het Rotterdamse Zuiderparkhotel stelde Kind voor om er een permanente wisselexpositie van te maken: een verkocht beeld zou vervangen worden door een ander. Een van de beelden was de Muurklimmer, aan de buitenmuur van het hotel, zie onder. Het Zuiderparkhotel was daarmee in 'zijn nopjes', aldus Het Vrije Volk.[5]
- 1991: Het beeld De ambassadeur van Emmen, gemaakt in opdracht van Emmen en de provincie Drenthe, werd aangeboden aan Stockholm als stimulans voor economische samenwerking. Meer dan een half jaar tevoren was er in Zweden al een voorstudie geplaatst en het definitieve beeld was al onderweg naar Zweden toen de stad liet weten dat het te weinig kunstzinnig was en geweigerd werd. Een week later werd besloten dat het vier meter hoge stalen beeld, dat de vorm had van een hand, geplaatst kon worden in een handelscentrum in Stockholm.[6][7][8]

## Fotogalerij

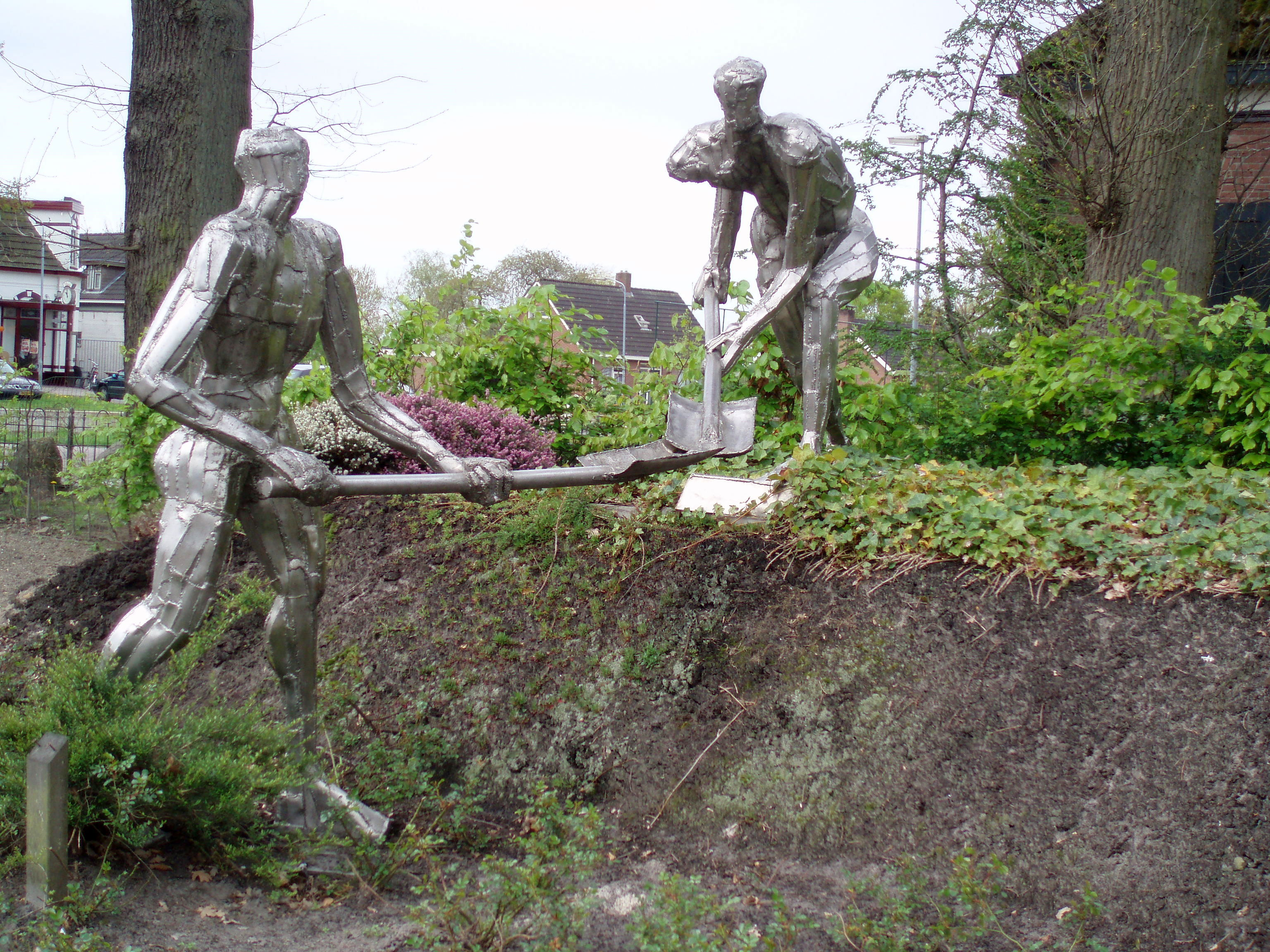
De Kanaalgravers (Erica)
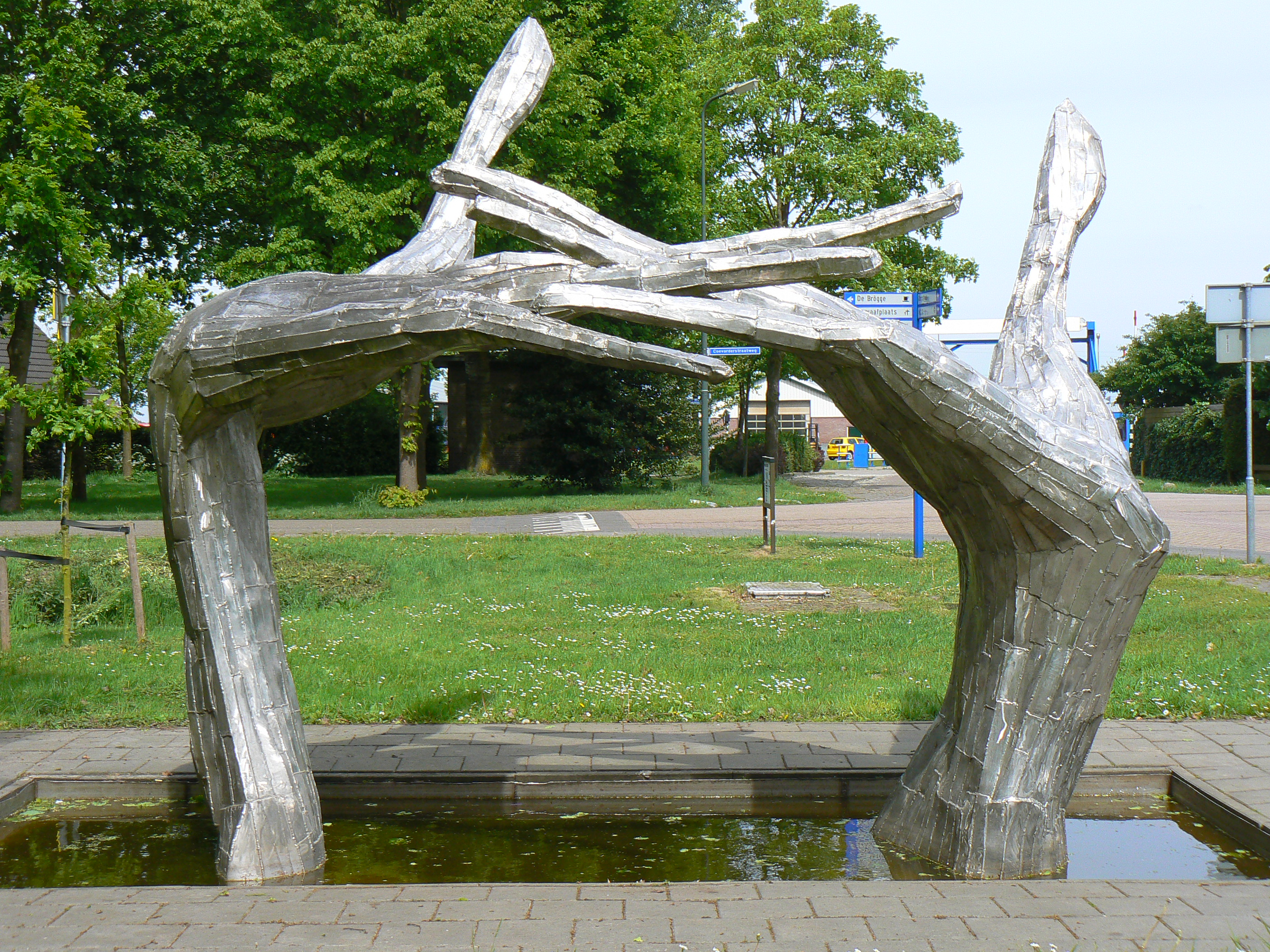
Handreiking (Geesbrug)
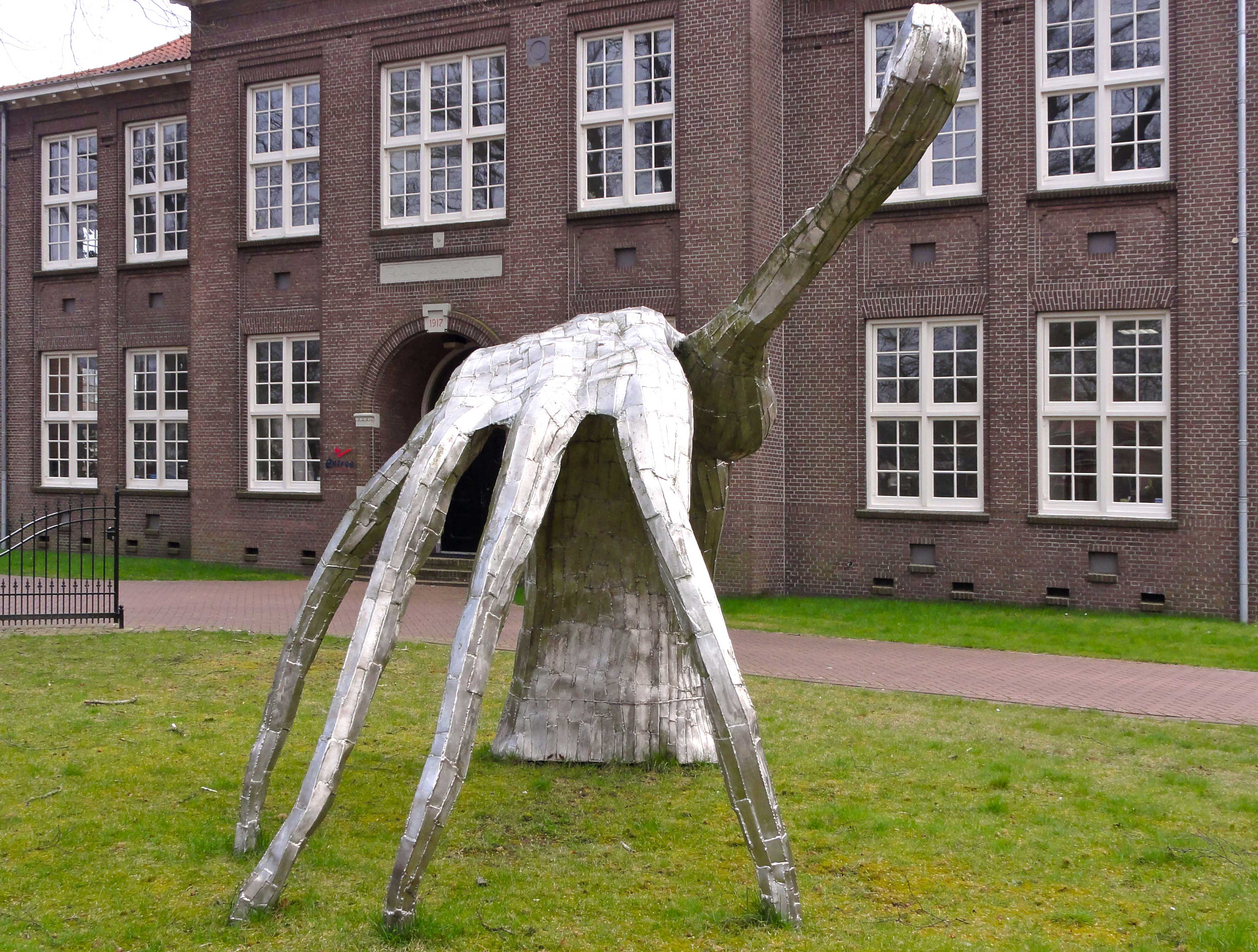
De Hand (Stationstraat Emmen)
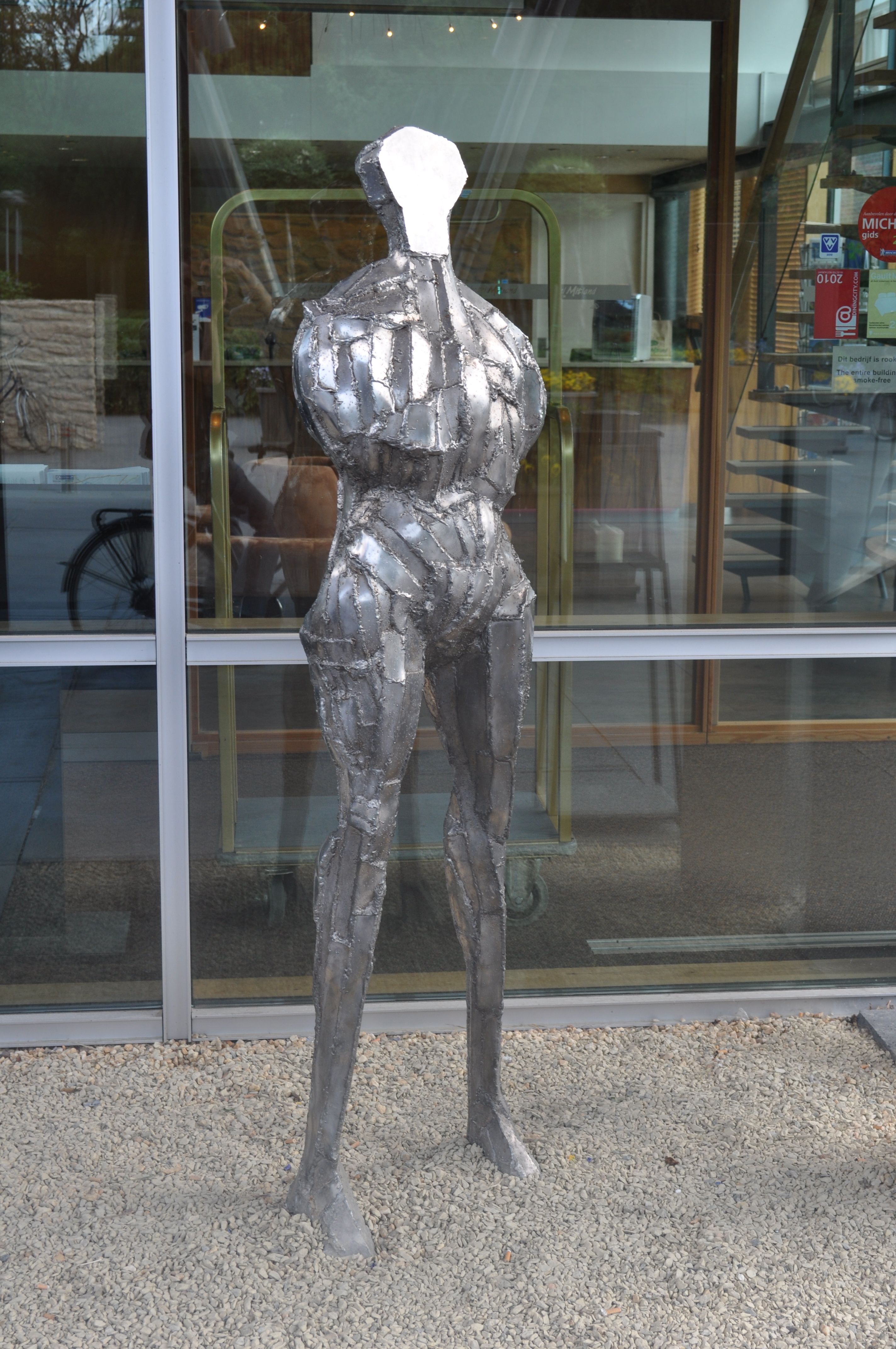
De Portier (Utrecht)
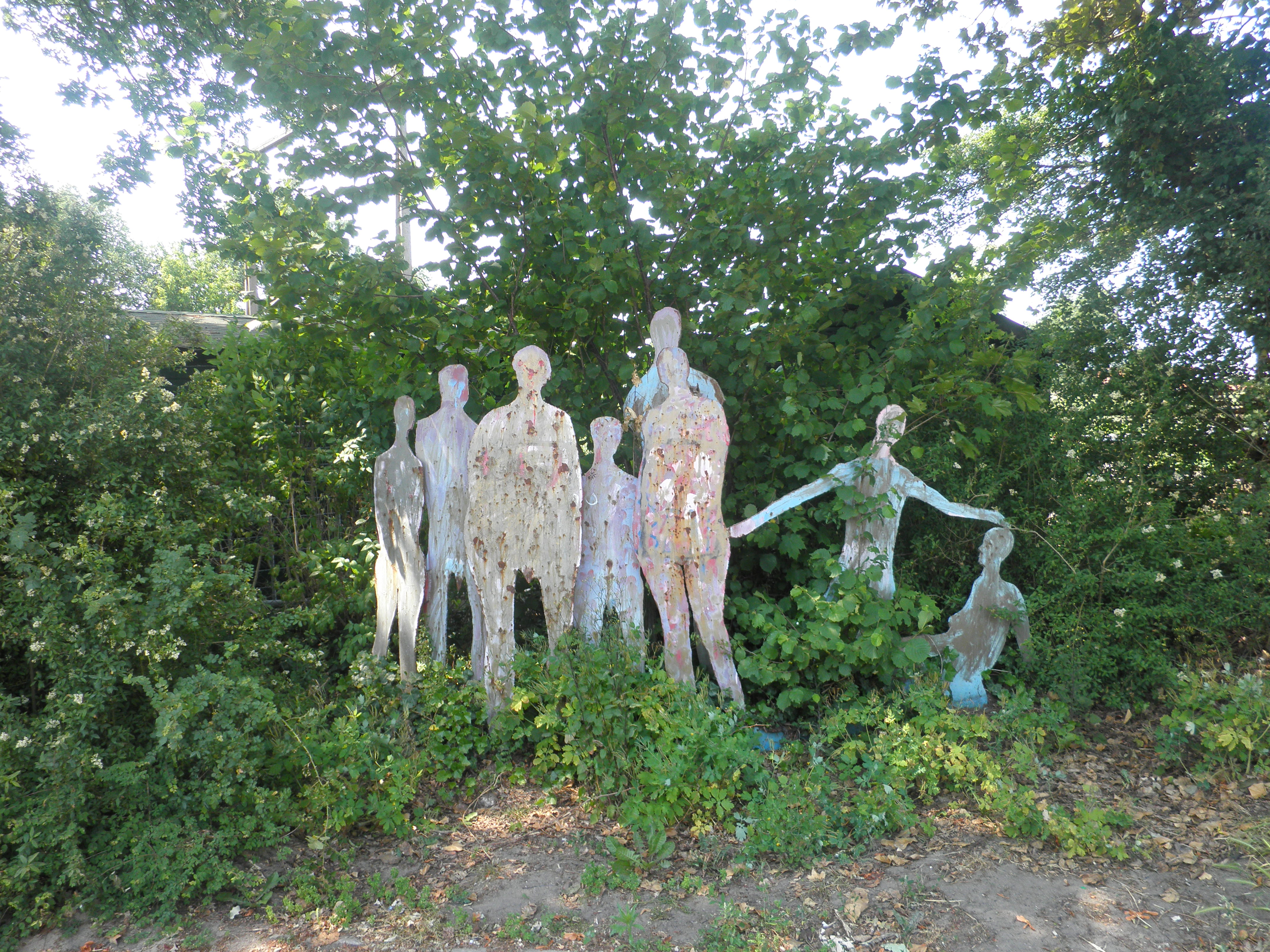
Mensen (Deventer)
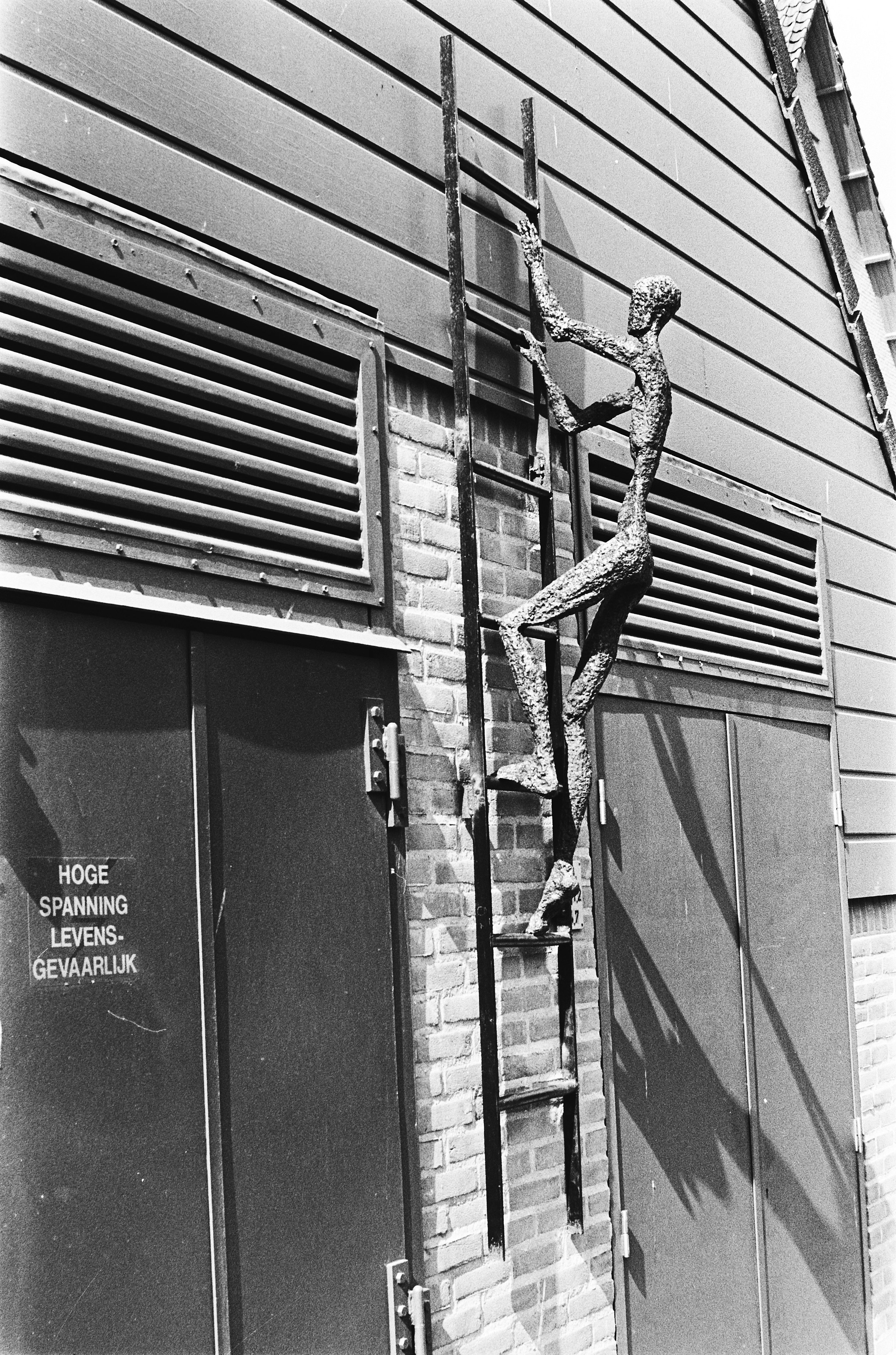
De Muurklimmer

- RKD-Nederlands Instituut voor Kunstgeschiedenis: 44367